# Jeremy Ashkenas

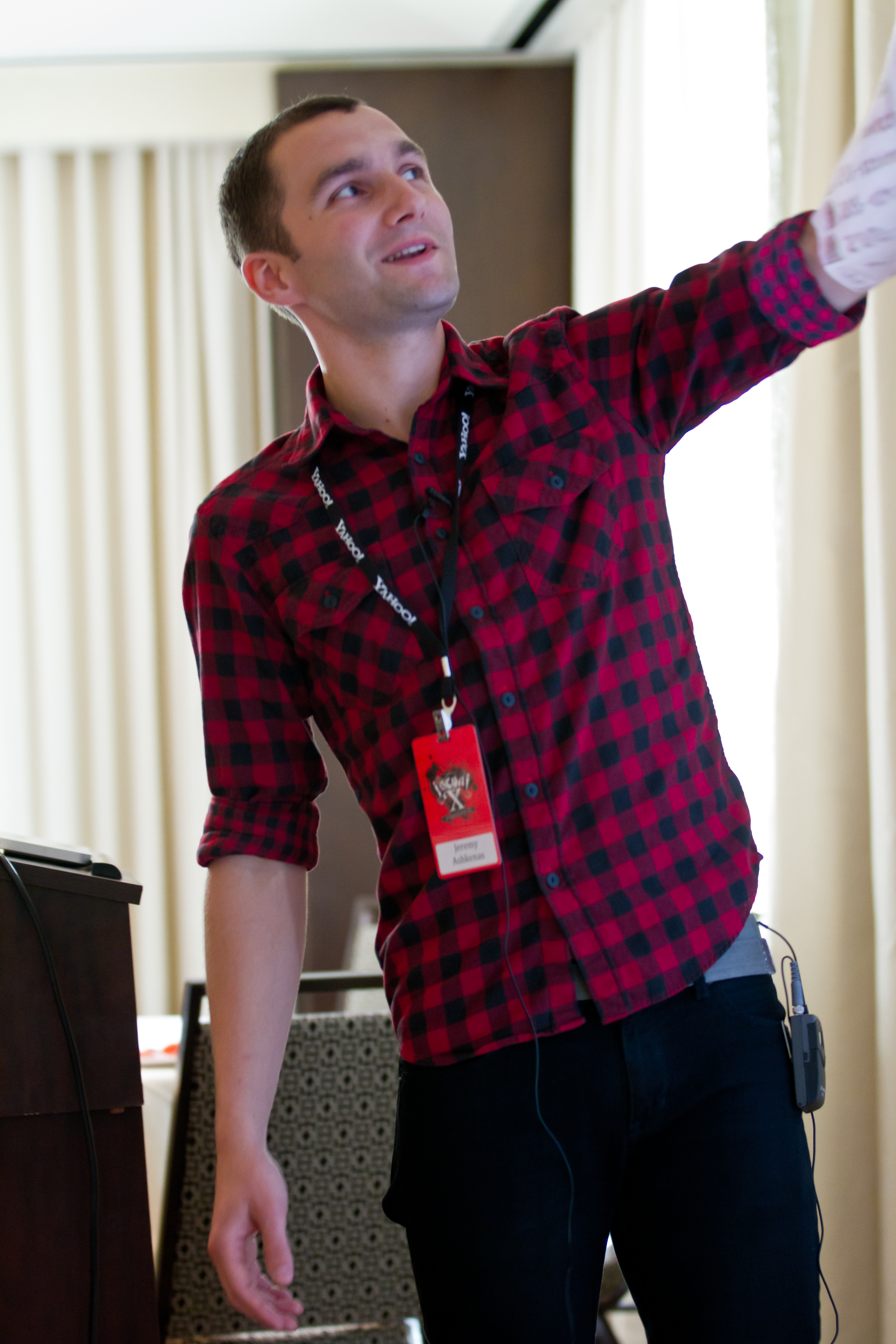
Jeremy Ashkenas

Jeremy Ashkenas ist der Gründer der Projekte CoffeeScript, Backbone.js und Underscore.js. Er ist außerdem leitender Programmierer bei DocumentCloud und arbeitet in der Grafikabteilung der New York Times.